# Ferdynand Grüning
Ferdynand Grüning o Ferdynand Grining (6 de agosto de 1886 - 16 de agosto de 1939), conocido como El Vampiro de Lodz (en polaco: Wampir Łodzi), fue un asesino en serie y violador de niños polaco que mató a tres niños en toda Polonia desde 1926 hasta 1938 durante el período de entreguerras. Fue condenado a muerte por sus crímenes, pero debido al estallido de la Segunda Guerra Mundial poco después, se desconoce si esta sentencia se llevó a cabo.

## Primeros años
Ferdynand Grüning nació en 1886 en Lodz, uno de los seis hijos de una familia de etnia alemana que vivía en la calle Włodzimierska (ahora calle Jan Pietrusiński). En su juventud, fue descrito como un niño tranquilo, calmado y ordenado, que no tenía amigos y era considerado un solitario. Aunque se le enseñaba alemán en casa, asistía a una escuela de lengua rusa. A medida que crecía, Grüning comenzó a volverse violento y a tener ataques de ira hacia su familia, amenazándolos con golpearlos o apretando los dientes.
Su comportamiento empeoró después de su breve paso por el Ejército Imperial Ruso, del cual fue expulsado, probablemente debido a sus tendencias sexuales. Después de regresar a casa, se volvió aún más nervioso y se negó a trabajar por completo. A pesar de sus problemas, Grüning se casó con una mujer, pero el matrimonio resultó ser problemático debido a la muerte de la hija de la pareja al nacer, así como a su alcoholismo. Debido a esto, Grüning finalmente abandonó a su esposa y decidió convertirse en un hojalatero itinerante. Con el tiempo, se llegó a creer que fue obligado a casarse por su familia, mientras que sus hermanas sospechaban que lo hizo en un intento de encontrar una salida para sus inclinaciones sexuales.
Según August Grüning, Ferdynand fue encarcelado por violar a una niña de 5 años llamada Władysława Jezierska en 1914, pero fue liberado después del estallido de la Primera Guerra Mundial. Su libertad no duró mucho, ya que fue condenado a un año de prisión por robo. Según los guardias de la prisión, Grüning fue un recluso ejemplar que se comportó de manera ejemplar durante su encarcelamiento.

### Asesinatos
En 1926, Grüning fue condenado por violar y asesinar a Irena Erentzówna, de 7 años, en la aldea de Turek, por lo que fue condenado a cadena perpetua en la prisión de Rawicz. En 1932, su sentencia fue reducida a 12 años tras una amnistía general, y dos años después, Grüning, quien estaba sufriendo una enfermedad ocular que había adquirido en prisión, fue liberado por motivos médicos.
El 30 de mayo de 1934, Grüning se acercó a un grupo de niños que jugaban al fútbol en la plaza de la calle Aleksandrowska en Zgierz, ofreciendo a uno de ellos, Tadeusz Kuczyński, acompañarlo a un tranvía donde le ofrecería dulces. Kuczyński se negó, y así, Grüning extendió su oferta a Józef Chudobiński (o Kłudowiński), de 11 años, ofreciéndole 50 eslotipara comprarle algunos caramelos. Chudobiński aceptó y fue con Grüning, pero no regresó por la tarde, lo que llevó a su padre a comenzar a buscarlo. El esqueleto del niño fue encontrado en un campo por un granjero en la aldea de Piaskowice Pieńki seis semanas después. Fue identificado por una gorra con su nombre y apellido grabados, con la firma "Józef Chudobiński, cl. IV". A pesar de interactuar con los niños en el momento del crimen, Grüning no fue sospechoso, sino que fue encarcelado por un crimen no relacionado poco después. Después de pasar dos años en prisión, fue liberado en 1938.
El 8 de julio de 1938, Grüning violó y trató de matar a Lucyna Góra, de 8 años, en Piotrków Trybunalski, pero ella logró escapar. Cuando la interrogaron sobre sus lesiones, Góra afirmó inicialmente que se había lastimado mientras montaba en bicicleta con su "tío", pero luego admitió que fue atacada después de enterarse de los otros crímenes de su agresor.
El 17 de octubre, Grüning llegó al pueblo de Kościuszko, cerca de Kutno, y visitó al alcalde pidiendo alojamiento. Mientras el alcalde lo refería a un lugareño llamado Bembnista, dos niñas de 9 años vinieron a visitar, captando la atención de Grüning. Inició una conversación con las niñas, sugiriendo que podría soldar ollas en sus hogares. Una de las niñas, Władysława Bagrowska, aceptó la idea y luego lo llevó a su casa. Alrededor de las 7 p. m., Grüning visitó a Bembnista para quedarse a pasar la noche y se lavó cuidadosamente. A pesar de que el anfitrión notó que estaba cubierto de sangre, no despertó sospechas, ya que Bembnista pensó que podría haberse cortado mientras trabajaba.

### Arresto, juicio y destino
Después de que su hija no regresara a casa, el padre de Bagrowska fue al alcalde para pedir ayuda. Alrededor de las 10 p. m., ambos visitaron a Bembnista y preguntaron por el paradero del recién llegado, a lo que él respondió que estaba durmiendo en el granero. Al despertarlo, el padre exigió saber dónde estaba su hija, pero Grüning simplemente respondió que no era "el guardián de los hijos de los demás". Después de irse, Grüning se levantó e intentó limpiar las tijeras ensangrentadas, pero fue sorprendido por un oficial que llegaba, quien también notó que tenía sangre en la ropa. Después de ser llevado a la comisaría, Grüning admitió que había matado a Bagrowska y que había enterrado su cuerpo en un campo, cuya ubicación indicó a los investigadores. Al llegar allí, los policías vieron que la mano de la niña sobresalía del suelo y que su ropa estaba justo al lado, con inspecciones adicionales en el granero revelando partes desmembradas de su cadáver, justo al lado de donde Grüning había dormido. Cuando se le preguntó una explicación, afirmó que fue dominado por una lujuria por el asesinato. Poco después, también se le vinculó con el asesinato y el intento de asesinato de años anteriores, con los cuales también fue acusado.
Antes de que comenzara su juicio, Grüning fue enviado para una evaluación mental en dos hospitales, uno en Kochanówka y otro en Tworki. En ambas instituciones, admitió su culpabilidad y describió en detalle sus crímenes, lo que llevó a los médicos a concluir que estaba en pleno uso de sus facultades mentales. Su juicio tuvo lugar en el Tribunal Regional de Łódź el 28 de febrero de 1939, donde se congregaron multitudes de espectadores fuera del edificio durante el juicio. A lo largo del proceso, Grüning se sentó en el banquillo con la cabeza baja y los ojos mirando al suelo, y cuando le hacían preguntas, afirmaba que no sabía las respuestas. También pretendía no saber su nombre ni si estaba casado, y se negaba rotundamente a admitir responsabilidad o dar explicaciones por sus crímenes.
A pesar de sus negaciones, los amigos de Chudobiński testificaron ante el tribunal e lo identificaron como el hombre misterioso que había hablado con su amigo poco antes de su secuestro; testimonios similares fueron dados por Lucyna Góra, los familiares de otras víctimas y los propios hermanos de Grüning. Debido a la naturaleza de sus crímenes, parte del juicio se llevó a cabo en secreto.
Finalmente, fue condenado por todos los cargos, recibiendo tres penas de muerte por dos cargos de asesinato y violación, y el único cargo de intento de asesinato. Además, le fueron privados sus derechos de por vida. En la fase de sentencia, el tribunal hizo hincapié en la "falta de instintos humanos, animalismo y crueldad" de Grüning, y al escuchar la sentencia, la aceptó con calma y sin aparente emoción.
Después de ser enviado a prisión, no está claro si se llevó a cabo la sentencia de Grüning. El último hecho confirmado conocido sobre él es que el 16 de agosto de 1939, cuando su hermano estaba siendo juzgado por robo, se registró que todavía estaba en prisión. Dos semanas después de eso, comenzó la Segunda Guerra Mundial y se perdió todo rastro de él a partir de ese momento.